# Прамудья Ананта Тур
Прамудья Ананта Тур (індонез. Pramoedya Ananta Toer; 6 лютого 1925 — 30 квітня 2006) — індонезійський письменник. Один з представників руху «Покоління-45»; з середини 1950-х років член Лекри (LEKRA — Lembaga Kebudayaan Rakyat — Товариства народної культури).

## Біографія

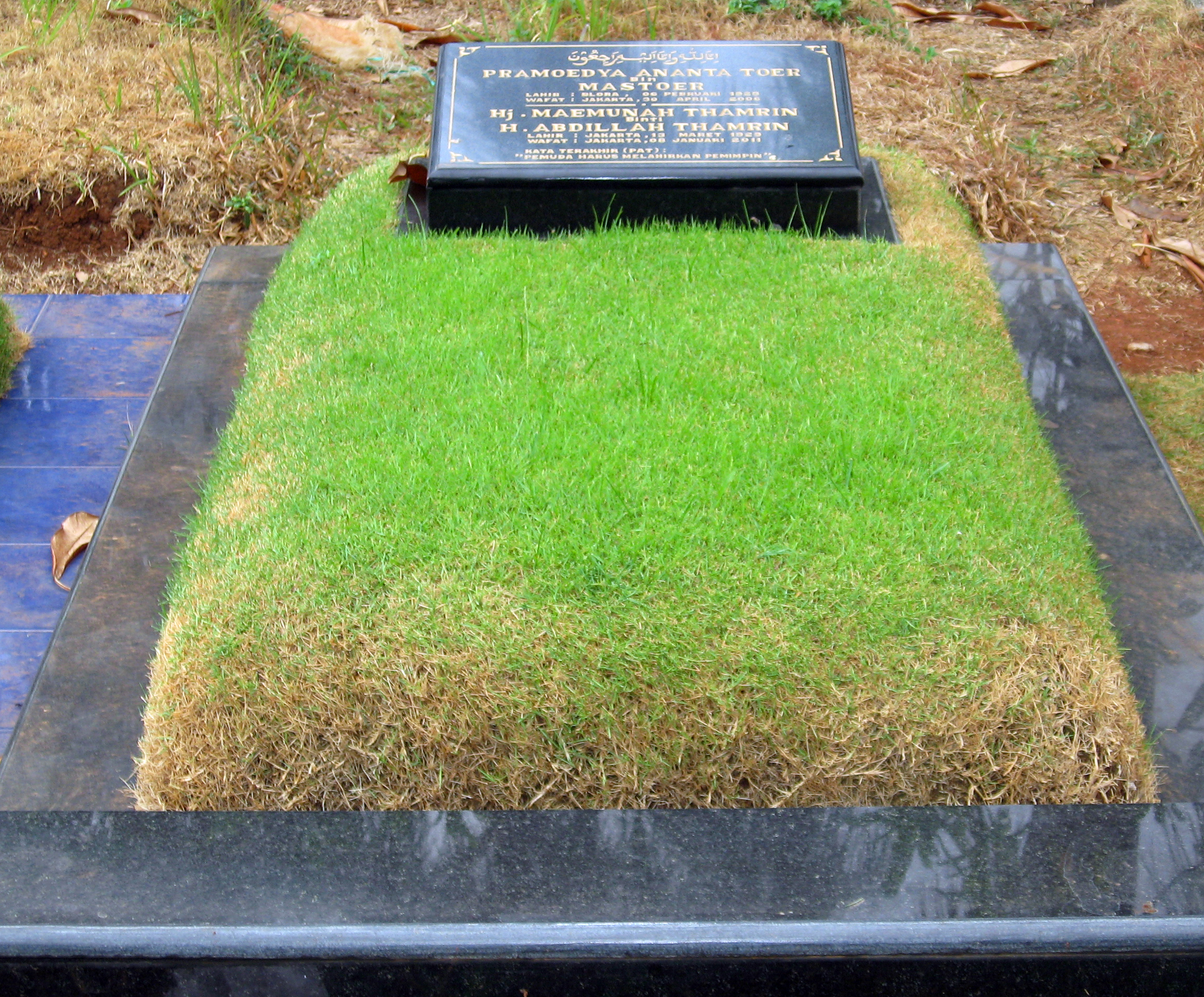
Могила на цвинтарі Карет Бівак в Джакарті

Прамудья Ананта Тур народився в 1925 році в провінційному місті Блоре на півночі острова Ява.
Його батько був учителем і директором приватної школи в Блоре, був власником великої за мірками того часу бібліотеки, завдяки чому Тур з дитинства мав схильність до читання.
Після навчання в школі Тур поїхав в Сурабаю вивчати радіосправу.
Незадовго до приїзду Тура в Сурабаї відбулися великі страйки залізничників і робітників-металістів (працівників металообробної промисловості). Тур, не бажаючи залишатися осторонь подій, кидає навчання і їде в Джакарту займатися журналістикою.
Революція 1945 року застає Тура в Джакарті. Він бере участь у революційній боротьбі, діючи в одному з партизанських загонів. Але революційна боротьба завершилася підписанням кабальних угод і викликала подальшу контрреволюцію.

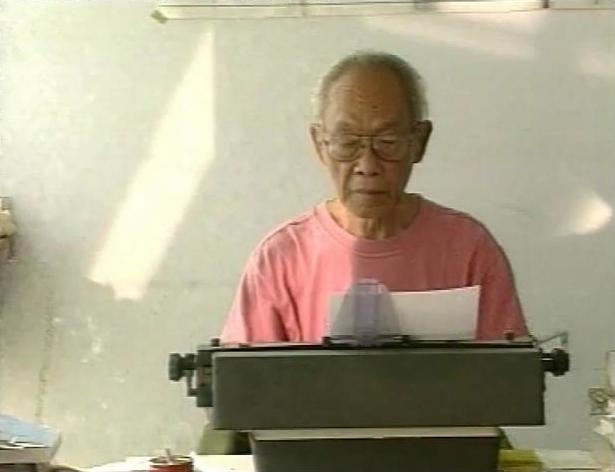
Прамудья Ананта Тур в 1990-их

У 1947—1949 роках був репресований голландською військовою адміністрацією. За 2,5 роки у в'язниці Букіт Дурі написав збірки оповідань «Бризки революції», «Світанок» (обидва опубл. в 1950 р.), двотомний твір «Покалічені душі» (1951), романи «Переслідування», «Сім'я партизанів» (обидва опубліковані в 1950 р.), «На березі річки Бекасі» (1947).
Згодом створив збірки оповідань, в яких посилюються соціально-критичні настрої: «Це не ярмарок» (1951), «Розповіді про Блоре» (1952), «Розповіді про Джакарту» (1957), роман «Корупція» (1954). Переклав індонезійською мовою твори радянських письменників («Мати» М. Горького, «Повість про справжню людину» Б. Н. Польового, перекладав Льва Толстого, Купріна, Шолохова та інших.
Внаслідок антикомуністичних репресій в середині 1960-х років Тур був заарештований. З 1965 по 1979 рік перебував у таборі в'язнів на острові Буру. Після звільнення опублікував кілька історичних романів, у тому числі тетралогію — «Світ людський» (1980), «Син всіх народів» (1980), «Сліди кроків» (1985), «Скляний будинок» (1988), а також автобіографічну повість «Тихі пісні німого» (1995), засновану на листах, які він писав з Буру своїй дочці (жоден з них вона не отримала). Твори Тура перекладені 28 мовами світу.

## Смерть
27 квітня 2006 року був госпіталізований у зв'язку ускладненнями, викликаними діабетом та серцевими захворюваннями. Прамудья Ананта Тур був затятим курцем сигарет Kretek, що на 1/3 заповнені подрібненою гвоздикою. Помер через 4 дні. Похований на цвинтарі Карет Бівак в Джакарті.

## Нагороди
- Премія Рамона Магсайсая (1995)
- Азіатська премія культури Фукуока (2000)
- Премія Спілки письменників Норвегії (2004)

## Цитата
«Найкращий час у житті людини — це час, коли вона може насолоджуватися свободою, якої домоглася сама».